# Silvano Agosti
Silvano Agosti (* 23. März 1938 in Brescia) ist ein italienischer Filmeditor und Filmregisseur.

## Leben
Als Absolvent des Jahrganges 1962 des Centro Sperimentale di Cinematografia (C.S.C.) widmete sich Agosti zunächst dem Filmschnitt, den er auch am Staatlichen Institut in Moskau studierte. Nach Anfängen als Regisseur im Dokumentarfilm 1959 war er als Editor ab 1963 an zahlreichen Filmen beteiligt und arbeitet unter anderem an Marco Bellocchios Mit der Faust in der Tasche. Nachdem er bereits 1967 seinen ersten eigenen Spielfilm inszeniert hatte, der allerdings nur gekürzt veröffentlicht wurde, wandte er sich als unabhängiger Filmemacher ab Mitte der 1970er Jahre verstärkt der Regie zu und drehte neben Dokumentationen und Fernsehproduktionen etwa 15 Spielfilme, die allerdings außerhalb Italiens selten zu sehen waren. Sein bekanntester Film ist wohl Runaway America (1982).
Von 1976 bis 1978 war er als Dozent für Filmschnitt am C.S.C. tätig.

## Filmografie (Auswahl)
Regisseur
- 1967: Il giardino delle delizie
- 1970: N.P. il segreto
- 1975: Keiner oder alle (Matti da slegare)
- 1984: D’amore si vive
- 1982: Runaway America
- 1992: Uova di garofano
- 2001: La ragion pura

Editor
- 1965: Mit der Faust in der Tasche (I pugni in tasca)
- 1968: Danke, Tante (Grazie, zia)
- 1968: Des Teufels Seligkeit (Grazie zia)
- 1974: Das nimmersatte Weib (Donna è bello)
- 1977: Antonio Gramsci – Die Jahre im Kerker (Antonio Gramsci: i giorni del carcere)